# 宏都拉斯的菲律賓人
宏都拉斯的菲律賓人，是指移民到當地的菲律賓人和他們後裔，根據菲律賓外交部的數據，有220人在當地工作和生活。他們多在服裝或紡織工廠工作。
在2009年宏都拉斯軍事政變，菲律賓政府也檢查菲律賓國民在該國的條件和安全。